# Deccard János Kristóf (tanár)
Idősebb Deccard János Kristóf (Sopron, 1686. október 21. – Sopron, 1764. március 19.)  botanikus, evangélikus iskolaigazgató.

## Élete
Deccard János Jakab és Levald Borbála fia volt. Iskoláit szülővárosában végezte, mire 1707. szeptember 17-étől Wittenbergben folytatta tanulmányait, hol négy évig volt. Hazájába visszatérve 1712-ben a soproni rectori hivatalban Fidelius Jánost váltotta fel; híres szónok volt, miért is magyar Cicerónak nevezték el; a jénai latin társulat 1738-ban rendes tagjának választotta; Deccard a beküldendő értekezés tárgyáúl a magyarhoni evangélikus tanítók állapotát választá, melyet a társulat elnökéhez Hallbauer egyetemi tanárhoz intézett levél alakú gúnyiratban igen élénk szinekkel olyformán irt le, hogy a tanítók nehéz sorsát valóban szánni lehetett; ezt 1740-ben elküldé s másolatát az iskolát látogató lelkésznek megmutatta s e miatt július 16. a konvent elébe idézték, miután levelében a patronatust általános tudatlansággal, a muzsák megvetésével, az iskola iránti közönyösséggel, a tanárok iránti zsarnokoskodással vádolta és ebben vétséget látni nem akart, hivatalától rögtön elmozdították; csak miután a kézirat Jénából visszakerült és nem tétetett közzé, megengedték, hogy azon év végeig folytassa hivatalát, midőn azután 150 forinttal nyugdíjazták. Ezután minden idejét családja körében tudományos vizsgálatoknak szentelte, ezután főként botanikai tevékenységet folytatott. Mint Loew Károly munkatársa tanulmányozta Sopron környékének flóráját. Fiával, Deccard János Vilmossal együtt részt vett Bél Mátyás De re rustica Hungariae c. munkájának elkészítésében.
Kéziratban maradt Flora Pannonica seu Semproniensis c. munkája, amelyet (Loewvel és D. János Vilmossal állított össze.
Sopronban, 78 évesen, 1764. március 19-én hunyt el.

## Munkái
- Laudatio funebris celeb. M. Christiani Serpilii theologi incomprabilis, et sacrorum apud Sempronienses evang. doctrinae eddictus, antistitis disideratissimi, scripta. Ratisbonae, 1714 (többekkel együtt. Ein evangelischer Lehrer… welcher den 20. August 1714, seelig verschieden von Mich. Meiszner, főcímmel)
- Oratio funebris… M. Mich. Meisnero… die 17. Maii 1723 coelo recepto, supremi honoris testandi causa dicta. Uo.
- Laudatio funebris in obitum… Joann. Andreae Kastenholczii… Uo., 1724
- Concio Parentalis, in virum summe rev… Joann. Sig. Pilgramium… ipso exequiarum die 8. Kal. Febr. 1739, Ulmae
- Commentatio theologica, Joan. Sig. Pilgramii… in Caput IX. Epistolae Pauli ad Romanos, latinitate donata. Jenae, 1746
- Supremi officii munus, quo viro Danieli Hajnoczio gymn. Semproniensis rectori… justa solvit Sempr. d. 2. Martii 1747. Uo., 1747

### Kéziratban
Flora Semproniensis ordine alphabetico proposita. (Két 4-rétű kötet, 1820-ban Konradi József soproni orvos birtokában volt); ennek végén: De praestantia arborám fructiferarum in agro Soproniensi occurrentium et industria cultarum ob delectationem studii Herbarii conscripta et consignata
Hungaria sub regibus Arpadianis (8 r. 648 l.) Inter Erdődy Alex. Meteoremata Hungarica. (Dissertatio), Commentationes Historicae. Weszprémi még néhány kézirati munkáját sorolja föl és botanikai munkáját és működését ismerteti.